# Chemnitzer Land (district)
Districtul rural Chemnitzer Land este un Kreis în landul Saxonia, Germania. 